# Turkmene finitimus
Turkmene finitimus è un pesce osseo estinto, appartenente ai lampridiformi. Visse tra il Paleocene superiore e l'Eocene inferiore (circa 57 - 54 milioni di anni fa) e i suoi resti fossili sono stati ritrovati in Asia occidentale.

## Descrizione
Questo pesce era di piccole dimensioni, e solitamente superava di poco i 10 centimetri di lunghezza. Il corpo era di forma ovale, appiattito lateralmente. La testa era piccola rispetto al corpo, mentre gli occhi erano grandi e la bocca di piccole dimensioni. La pinna dorsale era alta e dotata di un robusto raggio anteriore allungatissimo; la parte posteriore della pinna era invece a forma di nastro e molto bassa, fino a congiungersi con il peduncolo caudale. La pinna anale era di forma e aspetto simile, ma priva dei raggi anteriori allungatissimi. Le pinne pelviche, invece, erano estremamente lunghe e strette. La pinna caudale era biforcuta.

## Classificazione
Turkmene era un arcaico rappresentante dei lampridiformi, un piccolo gruppo di pesci teleostei molto specializzati, i cui più noti rappresentanti attuali sono il re di aringhe (Regalecus glesne) dal corpo allungatissimo e il pesce re (Lampris regius); proprio con quest'ultimo Turkmene condivideva la forma del corpo ovale e appiattita lateralmente, ed è probabile che questi due pesci fossero strettamente imparentati, all'interno del sottordine Lampridoidei. In ogni caso, Turkmene è stato classificato in una famiglia a sé stante, Turkmenidae, comprendente anche gli affini Danatinia e Analectis. Turkmene finitimus venne descritto per la prima volta nel 1968 da Daniltshenko sulla base di resti fossili ritrovati in Turkmenistan. 

## Paleoecologia
Probabilmente Turkmene era un pesce di acque marine che si nutriva di crostacei e altri piccoli organismi. 